# شربين
شربين مدينة مصرية تتبع محافظة الدقهلية إدراياً، وهي قاعدة مركز شربين.

## التاريخ
مدينة شربين من المدن القديمة، حيث وردت باسم «شربين» في أعمال الدنجاوية ضمن قرى الروك الصلاحي التي أحصاها ابن مماتي في كتاب قوانين الدواوين، كما وردت باسم «شربين» في أعمال الغربية ضمن قرى الروك الناصري التي أحصاها ابن الجيعان في كتاب «التحفة السنية بأسماء البلاد المصرية». 
أنشئ قسم بلاد الأرز شرقًا في سنة 1826م بسبب شهرة زراعة الأرز به وجعل تشربين قاعدته وغير اسمه إلى مركز سنة 1871، سمي باسم مركز شربين في جداول الداخلية. نقل ديوان المركز من المدينة إلى بلقاس في سنة 1894 لكن لم يطل الأمر وعاد المركز إلى شربين سنة 1897 وسمى بمركز شربين.

## الجغرافيا
تقع المدينة في شمال محافظة الدقهلية على بعد 25 كم من المنصورة، يحد المدينة من الشمال قرية العيادية ومن الجنوب محلة أنشاق وكفر الدبوسي ومن الشرق دنجواي ومن الغرب كفر الحطبة والحصص. يقع في قلب المدينة مسجد ومقام الخطيب الشربيني أحد أشهر المقامات في المحافظة.

## السكان
بلغ عدد سكان المدينة 77,694 نسمة في تقدير يوليو 2024 منهم 39,010 ذكر و38,684 أنثى.
| السنة | عدد السكان | السنة | عدد السكان |
| ----- | ---------- | ----- | ---------- |
| 1882  | 4643       | 1986  | 40,376     |
| 1897  | 7122       | 1996  | 46,860     |
| 1927  | 11,612     | 2006  | 55,631     |
| 1947  | 13,312     | 2017  | 66,495     |
| 1960  | 23,444     | 2024  | 77,694     |
| 1976  | 21,837     |       |            |